# Bufo aspinius
Bufo aspinius là một loài cóc thuộc họ Bufonidae.
Đây là loài đặc hữu của Trung Quốc.
Môi trường sống tự nhiên của chúng là vùng núi ẩm nhiệt đới hoặc cận nhiệt đới, sông ngòi, đầm lầy, và đất canh tác.
Chúng hiện đang bị đe dọa vì mất nơi sống.